# Seznam katastrálních území v okrese Jablonec nad Nisou
V této tabulce je uveden kompletní výčet katastrálních území Okresu Jablonec nad Nisou, včetně rozlohy a sídel, které na nich leží.
| Název KÚ                         | Sídla                                           | Obec                            | km2   |
| -------------------------------- | ----------------------------------------------- | ------------------------------- | ----- |
| A                                | A                                               | A                               |       |
| Albrechtice v Jizerských horách  | Albrechtice v Jizerských horách, Mariánská Hora | Albrechtice v Jizerských horách | 24,54 |
| Alšovice                         | Alšovice                                        | Pěnčín                          | 2,3   |
| Antonínov                        | Antonínov                                       | Josefův Důl                     | 1,29  |
| Bedřichov u Jablonce nad Nisou   | Bedřichov                                       | Bedřichov                       | 24,26 |
| Besedice                         | Besedice, Michovka, Zbirohy                     | Koberovy                        | 4,18  |
| Bezděčín u Jablonce nad Nisou    | Anděl Strážce, Bezděčín, Sestroňovice           | Frýdštejn                       | 4,89  |
| Bohdalovice                      | Bohdalovice, Velké Hamry                        | Velké Hamry                     | 3,01  |
| Bratříkov                        | Bratříkov                                       | Pěnčín                          | 2,66  |
| Bzí u Železného Brodu            | Bzí, Splzov, Veselí                             | Železný Brod                    | 3,24  |
| Dalešice u Jablonce nad Nisou    | Dalešice                                        | Dalešice                        | 2,44  |
| Desná I                          | Desná I                                         | Desná                           | 2,15  |
| Desná II                         | Desná II                                        | Desná                           | 2,95  |
| Desná III                        | Desná III                                       | Desná                           | 7,47  |
| Dolní Maxov                      | Dolní Maxov                                     | Josefův Důl                     | 1,35  |
| Držkov                           | Držkov                                          | Držkov                          | 5,97  |
| Frýdštejn                        | Frýdštejn, Kaškovice, Roudný, Voděrady          | Frýdštejn                       | 7,1   |
| Haratice                         | Haratice                                        | Plavy                           | 2,82  |
| Horní Maxov                      | Horní Maxov                                     | Lučany nad Nisou                | 2,64  |
| Horská Kamenice                  | Horská Kamenice                                 | Železný Brod                    | 3,74  |
| Hraničná nad Nisou               | Hraničná                                        | Janov nad Nisou                 | 5,88  |
| Hrubá Horka                      | Hrubá Horka, Malá Horka                         | Železný Brod                    | 2,53  |
| Huť                              | Huť, Pěnčín                                     | Pěnčín                          | 5,89  |
| Chlístov u Železného Brodu       | Chlístov, Těpeře                                | Železný Brod                    | 3,95  |
| Jablonec nad Nisou               | Jablonec nad Nisou                              | Jablonec nad Nisou              | 6,87  |
| Jablonecké Paseky                | Jablonecké Paseky                               | Jablonec nad Nisou              | 0,88  |
| Janov nad Nisou                  | Hrabětice, Janov nad Nisou                      | Janov nad Nisou                 | 7,48  |
| Jenišovice u Jablonce nad Nisou  | Jenišovice                                      | Jenišovice                      | 4,58  |
| Jílové u Držkova                 | Jílové u Držkova                                | Jílové u Držkova                | 3,58  |
| Jindřichov nad Nisou             | Jindřichov                                      | Lučany nad Nisou                | 0,95  |
| Jirkov u Železného Brodu         | Jirkov                                          | Železný Brod                    | 2,43  |
| Jiřetín pod Bukovou              | Jiřetín pod Bukovou                             | Jiřetín pod Bukovou             | 3,3   |
| Jistebsko                        | Dolní Černá Studnice, Jistebsko, Krásná         | Pěnčín                          | 2,52  |
| Jizerka                          | Jizerka                                         | Kořenov                         | 27,36 |
| Josefův Důl u Jablonce nad Nisou | Josefův Důl                                     | Josefův Důl                     | 15,22 |
| Karlov u Josefova Dolu           | Karlov                                          | Josefův Důl                     | 4,15  |
| Koberovy                         | Hamštejn, Chloudov, Koberovy                    | Koberovy                        | 2,22  |
| Kokonín                          | Kokonín                                         | Jablonec nad Nisou              | 3,86  |
| Lhotka u Zlaté Olešnice          | Lhotka, Návarov                                 | Zlatá Olešnice                  | 4,27  |
| Líšný                            | Libentiny, Líšný 1.díl, Líšný 2.díl             | Líšný                           | 1,73  |
| Loučná nad Nisou                 | Loučná nad Nisou                                | Janov nad Nisou                 | 1,36  |
| Loužnice                         | Loužnice                                        | Loužnice                        | 2,29  |
| Lučany nad Nisou                 | Lučany nad Nisou                                | Lučany nad Nisou                | 9,54  |
| Lukášov                          | Lukášov                                         | Jablonec nad Nisou              | 1,39  |
| Maršovice u Jablonce nad Nisou   | Čížkovice 1.díl, Maršovice                      | Maršovice                       | 1,76  |
| Mšeno nad Nisou                  | Jablonecké Paseky, Mšeno nad Nisou              | Jablonec nad Nisou              | 6,19  |
| Mukařov u Jablonce nad Nisou     | Mukařov, Želeč                                  | Malá Skála                      | 2,77  |
| Nová Ves nad Nisou               | Horní Černá Studnice, Nová Ves nad Nisou        | Nová Ves nad Nisou              | 4,71  |
| Odolenovice u Jenišovic          | Odolenovice                                     | Jenišovice                      | 2,84  |
| Ondříkovice                      | Borek, Horky, Ondříkovice, Slapy                | Frýdštejn                       | 2,49  |
| Pelíkovice                       | Pelíkovice                                      | Rychnov u Jablonce nad Nisou    | 5,43  |
| Plavy                            | Plavy                                           | Plavy                           | 2,38  |
| Polubný                          | Kořenov, Polubný                                | Kořenov                         | 20,87 |
| Proseč nad Nisou                 | Proseč nad Nisou                                | Jablonec nad Nisou              | 5,53  |
| Příchovice u Kořenova            | Příchovice                                      | Kořenov                         | 4,94  |
| Pulečný                          | Klíčnov, Kopanina, Pulečný                      | Pulečný                         | 6     |
| Radčice                          | Radčice                                         | Radčice                         | 1,84  |
| Rádlo                            | Milíře, Rádlo                                   | Rádlo                           | 9,65  |
| Rejdice                          | Rejdice                                         | Kořenov                         | 2,7   |
| Rychnov u Jablonce nad Nisou     | Rychnov u Jablonce nad Nisou                    | Rychnov u Jablonce nad Nisou    | 6,82  |
| Rýnovice                         | Rýnovice                                        | Jablonec nad Nisou              | 2,55  |
| Skuhrov u Železného Brodu        | Huntířov, Skuhrov                               | Skuhrov                         | 4,26  |
| Smržovka                         | Smržovka                                        | Smržovka                        | 14,82 |
| Sněhov                           | Bobov, Labe, Malá Skála, Sněhov                 | Malá Skála                      | 4,39  |
| Stanový                          | Stanový                                         | Zlatá Olešnice                  | 3,37  |
| Střevelná                        | Střevelná                                       | Železný Brod                    | 1,05  |
| Šumburk nad Desnou               | Šumburk nad Desnou                              | Tanvald                         | 4,53  |
| Tanvald                          | Tanvald, Žďár                                   | Tanvald                         | 7,92  |
| Velké Hamry                      | Velké Hamry                                     | Velké Hamry                     | 6,31  |
| Vlastiboř u Železného Brodu      | Vlastiboř                                       | Vlastiboř                       | 3,62  |
| Vranové I                        | Vranové 1.díl                                   | Malá Skála                      | 1,08  |
| Vranové II                       | Křížky, Vranové 2.díl, Záborčí                  | Malá Skála                      | 1,77  |
| Vrát                             | Prosíčka, Vrát                                  | Koberovy                        | 2,34  |
| Vrkoslavice                      | Vrkoslavice                                     | Jablonec nad Nisou              | 4,11  |
| Zásada                           | Zásada                                          | Zásada                          | 6,12  |
| Zlatá Olešnice Navarovská        | Zlatá Olešnice                                  | Zlatá Olešnice                  | 3,57  |
| Zlatá Olešnice Semilská          | Zlatá Olešnice                                  | Zlatá Olešnice                  | 4,73  |
| Železný Brod                     | Pelechov, Železný Brod                          | Železný Brod                    | 5,57  |

Celková výměra 402,26 km2